# Farmors Juläpple
Farmors Juläpple es el nombre de una variedad cultivar de manzano (Malus domestica). 
Un híbrido de manzana, variedad de la herencia originaria de Suecia, como plántula casual de semilla. Las frutas tienen la carne de color blanca con hilos vasculares rojos, pulpa con textura suelta y sabor agridulce. Tolera la zona de rusticidad delimitada por el departamento USDA, de nivel 1 a 5.

## Historia
'Farmors Juläpple' (manzana navideña de la abuela) es una variedad de manzana de la herencia, que se crio como plántula casual de semilla en Bjärtrå en Ångermanland, y según el anuario de la "Sociedad Pomológica Sueca" de 1960, se incluyó en el jardín experimental del Estado en la Mansión de Holm entre 1945 y 1959.
En el tiempo que estuvo bajo observación en la Mansión de Holm dio una cosecha débil, y se consideró que esta variedad, no se podía recomendar para un cultivo rentable. La variedad fue descrita en 1982 mediante las frutas suministradas por la granja Bal.
La variedad de manzana 'Farmors Juläpple' está cultivada en el Arboretum Norr. Su descripción está incluida en la relación de manzanas cultivadas en Suecia en el libro "Äpplen i Sverige : 240 äppelsorter i text och bild.
"-(Manzanas en Suecia: 240 variedades de manzanas en texto e imagen).

## Características
'Farmors Juläpple' es un árbol de un vigor fuerte, tiene un crecimiento muy fuerte y da una cosecha a una edad temprana. Tiene un tiempo de floración que comienza a partir del 2 de mayo con el 10% de floración, para el 6 de mayo tiene una floración completa (80%), y para el 16 de mayo tiene un 90% caída de pétalos.
'Farmors Juläpple' tiene una talla de fruto es mediano; forma redondeada, a redondeada aplanada; con nervaduras de débiles a medias, y corona de débil a media; (enlace roto disponible en Internet Archive; véase el historial, la primera versión y la última). piel fina y ligeramente brillante, además de grasa, epidermis con color de fondo es blanco amarillento, con un sobre color de lavado de rojo a rojo más intenso en la parte expuesta al sol, importancia del sobre color de bajo a medio (15-55%), y patrón del sobre color chapa / rayas, presenta algunas rayas discontinuas jaspeadas de color algo más intenso, y lenticelas de tamaño pequeño, ruginoso-"russeting" (pardeamiento áspero superficial que presentan algunas variedades) muy bajo; cáliz es medio y cerrado, asentado en una cuenca estrecha y profunda, con fruncimientos en las paredes; pedúnculo es largo y de calibre fino, colocado en una cavidad poco profunda y estrecha, con algo de ruginoso-"russeting" en las paredes; carne de color blanca con hilos vasculares rojos, pulpa con textura suelta y sabor agridulce.
La manzana madura en octubre-noviembre y se puede almacenar hasta Navidad.

## Usos
Una buena manzana para comer fresca en postre de mesa o para usar en preparados culinarios.

## Ploidismo
Diploide, polen auto estéril. Para su polinización necesita variedad de manzana con polen compatible ('Sävstaholm', 'Discovery', 'Transparente Blanca' e 'Ingrid Marie').

## Susceptibilidades
Presenta cierta resistencia a la sarna del manzano y al mildiu.